# Arlövs teater

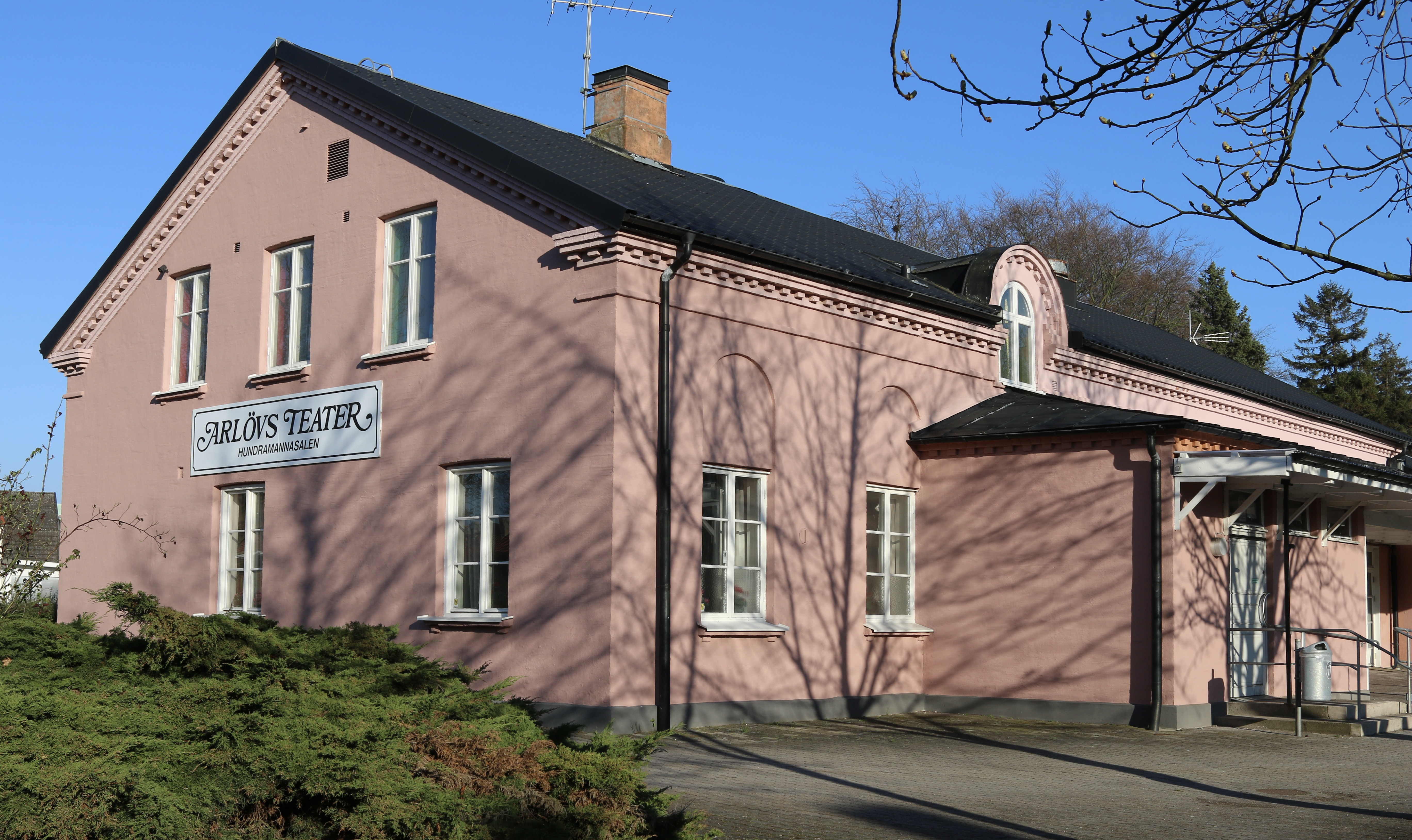
Arlövs teater.

Arlövs teater är en teaterbyggnad i skånska Arlöv, uppförd av byggmästare Olof Ahlgren och invigd 16 oktober 1892. 
Från början var inte byggnaden tänkt för teaterbruk. Den kallas ibland även för Hundramannasalen och är Arlövs äldsta samlingssal, byggd för att inhysa Arlövs första sjukkassa, som bildats 1886, före den allmänna nationella sjukkassans uppkomst, under namnet Hundramannaföreningen nr 1, Arlöv och vars uppgift var att betala ut sjukpenning till sina maximalt etthundra medlemmar. 
Så småningom övergick byggnaden till kulturlokal, bland annat för Arlövs Amatörsällskap och en tid under ledning av Hugo Franzen. Under 1980-talet moderniserades lokalen för teaterbruk och kompletterades med en utomhusscen, där det under somrarna sedan flera år bjuds på de populära så kallade Granbackekvällarna med många kända artister. Sedan 1995 är teatern spelplats för en av Sveriges främsta nyårsrevyer, Arlövsrevyn, med många namnkunniga medverkande genom åren.